# NGC 2033
NGC 2033 ist ein offener Sternhaufen in der Großen Magellanschen Wolke im Sternbild Dorado. Der Sternhaufen wurde am 24. September 1826 von dem Astronomen James Dunlop entdeckt. Die Entdeckung wurde später im New General Catalogue verzeichnet.